# 森巴體育會
獅子體育會（Simba Sports Club），舊稱森巴SC，是一支位於坦桑尼亞達累斯薩拉姆的職業足球會，目前於坦桑尼亞足球超級聯賽角逐。隊名“Simba”取自斯瓦希里語中的“獅子”，因其作為森林之王。

## 外部連結
- Official Website （英文）
- Simba SC Facebook Page （页面存档备份，存于） （斯瓦希里语）
- Simba SC logo